# 耶尼謝希爾
耶尼謝希爾是土耳其的城鎮，位於該國西北部，距離首府布爾薩52公里，由布爾薩省負責管轄，面積224平方公里，海拔高度235米，2011年人口31,203。